# San Sebastián de Yalí
San Sebastián de Yalí è un comune del Nicaragua facente parte del dipartimento di Jinotega.